# جون بيل (صحفي)
جون بيل (بالإنجليزية: John Peel)‏ (و. 1939 – 2004 م) هو صحفي، ومقدم برامج إذاعية، ودي جي، ومؤلف، ومنتج أسطوانات بريطاني، توفي في كوسكو، عن عمر يناهز 65 عاماً، بسبب نوبة قلبية.

## التعليم
تعلم في مدرسة شروزبري ‏.

## الخدمة العسكرية
خدم في الجيش البريطاني.

## جوائز
حصل على جوائز منها:
- نيشان الامبراطورية البريطانية من رتبة ضابط.

## وصلات خارجية
- جون بيل على موقع IMDb (الإنجليزية)
- جون بيل على موقع الموسوعة البريطانية (الإنجليزية)
- جون بيل على موقع ميوزك برينز (الإنجليزية)
- جون بيل على موقع ميوزك برينز (الإنجليزية)
- جون بيل على موقع إن إن دي بي (الإنجليزية)
- جون بيل على موقع أول ميوزيك (الإنجليزية)
- جون بيل على موقع ديسكوغز (الإنجليزية)
- جون بيل على موقع ديسكوغز (الإنجليزية)
- جون بيل على موقع قاعدة بيانات الفيلم (الإنجليزية)

- جون بيل في قاعدة بيانات الأفلام على الإنترنت